# Lijst van presidenten van Ecuador
Dit is een lijst van presidenten van Ecuador.

## Beknopte tijdslijn
| 1532      | Ecuador onderdeel van het Spaanse Onderkoninkrijk Peru                  |
| 1717      | Ecuador onderdeel van het Spaanse Onderkoninkrijk Nieuw Granada         |
| 1724-1739 | Ecuador onderdeel van het Spaanse Onderkoninkrijk Peru                  |
| 1739      | Ecuador onderdeel van het Spaanse Onderkoninkrijk Nieuw Granada         |
| 1822      | Ecuador onderdeel van de Republiek Groot-Colombia                       |
| 1830      | 13 mei: Onafhankelijkheid (Staat Zuid-Colombia)                         |
| 1830      | 22 september: Staat Ecuador                                             |
| 1832      | Galápagoseilanden geannexeerd                                           |
| 1835      | 8 augustus: Republiek Ecuador                                           |
| 1942      | 29 januari: Peru annexeert de Oriente provincie en gedeelten van Tumbes |

## Presidenten van Ecuador (1830-heden)
| Nr.  | President | President | Ambtstermijn                         | Partij/stroming     | Partij/stroming | Verkiezing |
| ---- | --- | --- | ------------------------------------ | ------------------- | --------------- | ---------- |
| 1    | | Juan José Flores (1800-1864) | 13 mei 1830 - 10 september 1834      | Conservador         |                 | 1830       |
| -    | | Vicente Rocafuerte (1783-1847) | 10 september 1834 - 22 juni 1835     | Liberal             |                 |            |
| -    | | José Félix Valdivieso (1784-1856) (hoofd rebellie) | 10 september 1834 - 18 januari 1835  |                     |                 |            |
| 2    | | Vicente Rocafuerte (1783-1847) | 22 juni 1835 - 31 januari 1839       | Liberal             |                 | 1835       |
| (1)  | | Juan José Flores (1800-1864) | 1 februari 1839 - 18 juni 1845       | Conservador         |                 | 1839       |
| (1)  | 1843 | Juan José Flores (1800-1864) | 1 februari 1839 - 18 juni 1845       | Conservador         |                 |            |
| -    | | Triumviraat José Joaquín de Olmedo Vicente Ramón Roca Rodríguez Diego Noboa | 18 juni 1845 - 8 december 1845       |                     |                 |            |
| 3    | | Vicente Ramón Roca (1792-1858) | 8 december 1845 - 15 oktober 1849    | Liberal             |                 | 1845       |
| -    | | Manuel de Ascásubi (1804-1876) (interim) | 15 oktober 1849 - 10 juni 1850       | Onafhankelijk       |                 |            |
| 4    | | Diego Noboa (1789-1870) | 10 juni 1850 - 13 september 1851     | Conservador         |                 |            |
| 4    | 1851 | Diego Noboa (1789-1870) | 10 juni 1850 - 13 september 1851     | Conservador         |                 |            |
| 5    | | José María de Urbina (1804-1891) | 13 september 1851 - 15 oktober 1856  | Liberal             |                 |            |
| 5    | 1852 | José María de Urbina (1804-1891) | 13 september 1851 - 15 oktober 1856  | Liberal             |                 |            |
| 6    | | Francisco Robles (1811-1893) | 16 oktober 1856 - 31 augustus 1859   | Liberal             |                 | 1856       |
| -    | | Regering Quito Gabriel García Moreno (Presidente) Jerónimo Carrión Pacífico Chiriboga Rafael Carvajal | 1 september 1859 - 10 januari 1861   |                     |                 |            |
| -    | Regering Cuenca Regeringsleider: Guillermo Franco (vanaf 1 sept.) Ramón Borrero (vanaf 27 sept.) Mariano Moreno (vanaf 13 nov.)                                | 1 september 1859 - 13 november 1859 |                                      |                     |                 |            |
| -    | Leider van de Guayas Guillermo Franco | 1 september 1859 - 24 september 1860 |                                      |                     |                 |            |
| 7    | | Gabriel García Moreno (1821-1875) | 10 januari 1861 - 30 augustus 1865   | Conservador         |                 | 1861       |
| -    | | Rafael Carvajal (1818-1881) (interim) | 30 augustus 1865 - 7 september 1865  | Conservador         |                 |            |
| 8    | | Jerónimo Carrión (1804-1873) | 7 september 1865 - 6 november 1867   | Liberal Conservador |                 | 1865       |
| -    | | Pedro José de Arteta (1797-1873) (interim) | 6 november 1867 - 20 januari 1868    | Conservador         |                 |            |
| 9    | | Javier Espinosa (1815-1870) | 20 januari 1868 - 19 januari 1869    | Liberal Conservador |                 | 1868       |
| -    | | Gabriel García Moreno (1821-1875) (interim) | 19 januari 1869 - 19 mei 1869        | Conservador         |                 |            |
| -    | | Manuel de Ascásubi (1804-1876) (interim) | 19 mei 1869 - 10 augustus 1869       | Conservador         |                 |            |
| (7)  | | Gabriel García Moreno (1821-1875) | 10 augustus 1869 - 6 augustus 1875   | PCE                 |                 | 1869       |
| -    | | Francisco Xavier León (1832-1880) (interim) | 6 augustus 1875 - 15 september 1875  | PCE                 |                 |            |
| -    | | José Javier Eguiguren (1816-1884) (interim) | 15 september 1875 - 9 december 1875  | PCE                 |                 |            |
| 10   | | Antonio Borrero (1827-1911) | 9 december 1875 - 8 september 1876   | Liberal             |                 | 1875       |
| 11   | | Ignacio de Veintemilla (1828-1908) | 8 september 1876 - 14 januari 1883   | Liberal             |                 |            |
| 11   | 1878 | Ignacio de Veintemilla (1828-1908) | 8 september 1876 - 14 januari 1883   | Liberal             |                 |            |
| -    | | Regering Quito Pentaviraat José María Sarasti José María Plácido Caamaño Pedro Carbo Rafael Pérez Pareja (President) Agustín Guerrero Lizarzaburu Luis Cordero Crespo Pablo Herrera González Pedro Ignacio Lizarzaburu | 14 januari 1883 - 15 oktober 1883    |                     |                 |            |
| -    | Leider Manabí en Esmeraldas Eloy Alfaro | 5 juni 1883 - 15 oktober 1883 |                                      |                     |                 |            |
| -    | Leider van de Guayas Pedro Carbo | 10 juli 1883 - 15 oktober 1883 |                                      |                     |                 |            |
| 12   | | José María Plácido Caamaño (1837-1900) | 15 oktober 1883 - 30 juni 1888       | PCE                 |                 |            |
| 12   | 1884 | José María Plácido Caamaño (1837-1900) | 15 oktober 1883 - 30 juni 1888       | PCE                 |                 |            |
| -    | | Pedro José Cevallos (1830-1892) | 1 juli 1888 - 16 augustus 1888       | PCE                 |                 |            |
| 13   | | Antonio Flores Jijón (1833-1915) | 17 augustus 1888 - 30 juni 1892      | Unión Republicana   |                 | 1888       |
| 14   | | Luis Cordero Crespo (1833-1912) | 1 juli 1892 - 16 april 1895          | Unión Republicana   |                 | 1892       |
| -    | | Vicente Lucio Salazar (1832-1896) | 16 april 1895 - 5 juni 1895          | PCE                 |                 |            |
| 15   | | Eloy Alfaro (1842-1912) | 5 juni 1895 - 31 augustus 1901       | PLRE                |                 |            |
| 15   | 1897 | Eloy Alfaro (1842-1912) | 5 juni 1895 - 31 augustus 1901       | PLRE                |                 |            |
| 16   | | Leonidas Plaza (1865-1932) | 1 september 1901 - 31 augustus 1905  | PLRE                |                 | 1901       |
| 17   | | Lizardo García (1844-1927) | 1 september 1905 - 15 januari 1906   | PLRE                |                 | 1905       |
| (15) | | Eloy Alfaro (1842-1912) | 16 januari 1906 - 11 augustus 1911   | PLRE                |                 |            |
| (15) | 1907 | Eloy Alfaro (1842-1912) | 16 januari 1906 - 11 augustus 1911   | PLRE                |                 |            |
| -    | | Carlos Freile Zaldumbide (1856-1928) (interim) | 11 t/m 31 augustus 1911              | PLRE                |                 |            |
| 18   | | Emilio Estrada (1855-1911) | 1 september 1911 - 21 december 1911  | PLRE                |                 | 1911       |
| -    | | Carlos Freile Zaldumbide (1856-1928) (interim) | 22 december 1911 - 5 maart 1912      | PLRE                |                 |            |
| -    | | Francisco Andrade Marín (1841-1935) (interim) | 6 maart 1911 - 1 augustus 1912       | PLRE                |                 |            |
| -    | | Alfredo Baquerizo Moreno (1859-1951) (interim) | 1 t/m 31 augustus 1912               | PLRE                |                 |            |
| (16) | | Leonidas Plaza (1865-1932) | 1 september 1912 - 31 augustus 1916  | PLRE                |                 | 1912       |
| 19   | | Alfredo Baquerizo Moreno (1859-1951) | 1 september 1916 - 31 augustus 1920  | PLRE                |                 | 1916       |
| 20   | | José Luis Tamayo (1858-1947) | 1 september 1920 - 31 augustus 1924  | PLRE                |                 | 1920       |
| 21   | | Gonzalo Córdova (1863-1928) | 1 september 1924 - 9 juli 1925       | PLRE                |                 | 1924       |
| -    | | Eerste Junta Rafael Bustamante Luis Napoleón Dillon Moisés Oliva José Modesto Larrea Jijón Francisco Gómez de la Torre Pedro Pablo Garaicoa Francisco Boloña Francisco Arízaga Luque                                   | 10 juli 1925 - 9 januari 1926        |                     |                 |            |
| -    | Tweede Junta Julio Enrique Moreno Homero Viteri Lafronte Isidro Ayora Humberto Albornoz Adolfo Hidalgo Nárvaez José A. Gómez Gault Pedro Pablo Egüez Baquerizo | 10 januari 1926 - 31 maart 1926 |                                      |                     |                 |            |
| 22   | | Isidro Ayora (1879-1978) | 1 april 1926 - 24 augustus 1931      | Onafhankelijk       |                 |            |
| 22   | 1929 | Isidro Ayora (1879-1978) | 1 april 1926 - 24 augustus 1931      | Onafhankelijk       |                 |            |
| -    | | Luis Larrea Alba (1894-1979) (interim) | 24 augustus 1931 - 15 oktober 1931   | PLRE                |                 |            |
| -    | | Alfredo Baquerizo Moreno (1859-1951) (interim) | 15 oktober 1931 - 28 augustus 1932   | PLRE                |                 |            |
| -    | | Carlos Freile Larrea (1876-1942) (interim) | 28 augustus 1932 - 1 september 1932  | PLRE                |                 |            |
| -    | | Alberto Guerrero Martínez (1878-1941) (interim) | 2 september 1932 - 4 december 1932   | PLRE                |                 |            |
| 23   | | Juan de Dios Martínez (1875-1955) | 5 december 1932 - 19 oktober 1933    | PLRE                |                 | 1932       |
| -    | | Abelardo Montalvo (1876-1950) (waarnemend) | 20 oktober 1933 - 31 augustus 1934   | PLRE                |                 |            |
| 24   | | José María Velasco Ibarra (1893-1979) | 1 september 1934 - 21 augustus 1935  | Onafhankelijk       |                 | 1934       |
| -    | | Antonio Pons (1897-1980) (interim) | 21 augustus 1935 - 25 september 1935 | PLRE                |                 |            |
| -    | | Frederico Páez (1876-1974) (interim) | 26 september 1935 - 23 oktober 1937  | Onafhankelijk       |                 |            |
| -    | | Alberto Enríquez Gallo (1894-1962) (Opperste Staatsleider) | 23 oktober 1937 - 10 augustus 1938   | Militair            |                 |            |
| -    | | Manuel María Borrero (1883-1975) (interim) | 10 augustus 1938 - 1 december 1938   | PLRE                |                 |            |
| 25   | | Aurelio Mosquera Narváez (1883-1939) | 2 december 1938 - 17 november 1939   | PLRE                |                 | 1938       |
| -    | | Carlos Alberto Arroyo del Río (1893-1969) (waarnemend) | 18 november 1939 - 10 december 1939  | PLRE                |                 |            |
| -    | | Andrés F. Córdova (1892-1983) (waarnemend) | 11 december 1939 - 10 augustus 1940  | PLRE                |                 |            |
| -    | | Julio Enrique Moreno (1879-1952) (waarnemend) | 10 t/m 31 augustus 1940              | PLRE                |                 |            |
| 26   | | Carlos Alberto Arroyo del Río (1893-1969) | 1 september 1940 - 28 mei 1944       | PLRE                |                 | 1940       |
| -    | | Junta Julio Teodoro Salem (President) Gustavo Becerra Mariano Suárez Veintimilla Manuel Agustín Aguirre Luis Larrea Alba Camilo Ponce Enríquez José Terán Robalino                                                     | 28 mei 1944 - 1 juni 1944            |                     |                 |            |
| (24) | | José María Velasco Ibarra (1893-1979) | 1 juni 1944 - 23 augustus 1947       | Onafhankelijk       |                 | 1944       |
| (24) | 1946 | José María Velasco Ibarra (1893-1979) | 1 juni 1944 - 23 augustus 1947       | Onafhankelijk       |                 |            |
| -    | | Carlos Mancheno (1902-1996) (interim) | 23 augustus 1947 - 2 september 1947  | Militair            |                 |            |
| 27   | | Mariano Suárez Veintimilla (1897-1980) | 2 t/m 16 september 1947              | PCE                 |                 |            |
| 28   | | Carlos Julio Arosemena Tola (1888-1952) | 16 september 1947 - 31 augustus 1948 | Onafhankelijk       |                 |            |
| 29   | | Galo Plaza Lasso (1906-1987) | 1 september 1948 - 31 augustus 1952  | Onafhankelijk       |                 | 1948       |
| (24) | | José María Velasco Ibarra (1893-1979) | 1 september 1952 - 31 augustus 1956  | FNV                 |                 | 1952       |
| 30   | | Camilo Ponce Enríquez (1912-1976) | 1 september 1956 - 31 augustus 1960  | MSC                 |                 | 1956       |
| (24) | | José María Velasco Ibarra (1893-1979) | 1 september 1960 - 7 november 1961   | FNV                 |                 | 1960       |
| 31   | | Carlos Julio Arosemena Monroy (1919-2004) | 7 november 1961 - 11 juli 1963       | Onafhankelijk       |                 |            |
| -    | | Triumviraat Ramón Castro Jijón (hoofd militaire junta) Luis Cabrera Sevilla Guillermo Freile Posso Marcos Gándara | 11 juli 1963 - 29 maart 1966         | Militair            |                 |            |
| -    | | Clemente Yerovi Indaburu (1904-1981) (interim) | 30 maart 1966 - 16 november 1966     | Onafhankelijk       |                 |            |
| 32   | | Otto Arosemena (1925-1984) | 16 november 1966 - 31 augustus 1968  | CID                 |                 |            |
| (24) | | José María Velasco Ibarra (1893-1979) | 1 september 1968 - 15 februari 1972  | FNV                 |                 | 1968       |
| -    | | Guillermo Rodríguez Lara (1924) | 15 februari 1972 - 12 januari 1976   | Militair            |                 |            |
| -    | | Alfredo Ernesto Poveda Burbano (hoofd opperste raad) | 12 januari 1976 - 9 augustus 1979    | Militair            |                 |            |
| 33   | | Jaime Roldós Aguilera (1940-1981) | 10 augustus 1979 - 24 mei 1981       | CFP (1979-1980)     |                 | 1979       |
| 33   | PCD (1980-1981) | Jaime Roldós Aguilera (1940-1981) | 10 augustus 1979 - 24 mei 1981       |                     |                 |            |
| 34   | | Osvaldo Hurtado (1939) | 24 mei 1981 - 9 augustus 1984        | DP                  |                 |            |
| 35   | | León Febres-Cordero (1931-2008) | 10 augustus 1984 - 9 augustus 1988   | PSC                 |                 | 1984       |
| 36   | | Rodrigo Borja (1935) | 10 augustus 1988 - 9 augustus 1992   | ID                  |                 | 1988       |
| 37   | | Sixto Durán-Ballén (1921-2016) | 10 augustus 1992 - 9 augustus 1996   | PUR                 |                 | 1992       |
| 38   | | Abdalá Bucaram (1952) | 10 augustus 1996 - 6 februari 1997   | PRE                 |                 | 1996       |
| -    | | Rosalía Arteaga (1956) (interim) | 6 t/m 11 februari 1997               | MIRA                |                 |            |
| -    | | Fabián Alarcón (1947) (interim) | 11 februari 1997 - 9 augustus 1998   | FRA                 |                 |            |
| 39   | | Jamil Mahuad (1949) | 10 augustus 1998 - 21 januari 2000   | DP                  |                 | 1998       |
| 40   | | Gustavo Noboa (1937-2021) | 22 januari 2000 - 14 januari 2003    | Onafhankelijk       |                 |            |
| 41   | | Lucio Gutiérrez (1957) | 15 januari 2003 - 20 april 2005      | PSP                 |                 | 2003       |
| 42   | | Alfredo Palacio (1939-2025) | 20 april 2005 - 14 januari 2007      | Onafhankelijk       |                 |            |
| 43   | | Rafael Correa (1963) | 15 januari 2007 - 24 mei 2017        | Alianza PAIS        |                 | 2006       |
| 43   | 2009 | Rafael Correa (1963) | 15 januari 2007 - 24 mei 2017        | Alianza PAIS        |                 |            |
| 43   | 2013 | Rafael Correa (1963) | 15 januari 2007 - 24 mei 2017        | Alianza PAIS        |                 |            |
| 44   | | Lenín Moreno (1953) | 24 mei 2017 - 24 mei 2021            | Alianza PAIS        |                 | 2017       |
| 45   | | Guillermo Lasso (1955) | 24 mei 2021 - 23 november 2023       | CREO                |                 | 2021       |
| 46   | | Daniel Noboa (1987) | 23 november 2023 - heden             | ADN                 |                 | 2023       |